# Кинта-даш-Коншаш (станция метро)
«Ки́нта-даш-Ко́ншаш» (порт. Quinta das Conchas) — станция Лиссабонского метрополитена. Находится в северной части города. Расположена на  Жёлтой линии (Линии Подсолнечника) между станциями «Лумьяр» и «Кампу-Гранди». Открыта 27 марта 2004 года. Названа в честь одноимённого парка неподалёку от станции (порт. Quinta das Conchas e dos Lilases). Построена в рамках продления Жёлтой линии в Одивелаш.

## Описание
Станция архитектурно напоминает другие станции, с которыми открыта в один день («Лумьяр», «Амейшуэйра», «Сеньор-Робаду» и «Одивелаш»). Архитекторы: Бартоломеу Коста Кабрал, Мариу Креспу, Жуан Гомиш, Жуан Анабела.
Станция типична для Лиссабонского метрополитена, имеет береговые платформы длиной 105 метров и плоский потолок. Всего имеется три выхода на поверхность. Северный выход к парку «Кинта-даш-Коншаш», западный выход к жилому массиву и южный выход на проспект Марии Элены Виейра да Силвы.
Выходы в город оформлены азулежу в песочных тонах, напоминающие арабское искусство, работы Мануэла Баптисты. На плитках размещены рисунки художницы Жуаны Роса, названные ею «Писанина и каракули» (англ. Scribbling and doodling).
Станция оборудована лифтом для инвалидов.

## Галерея

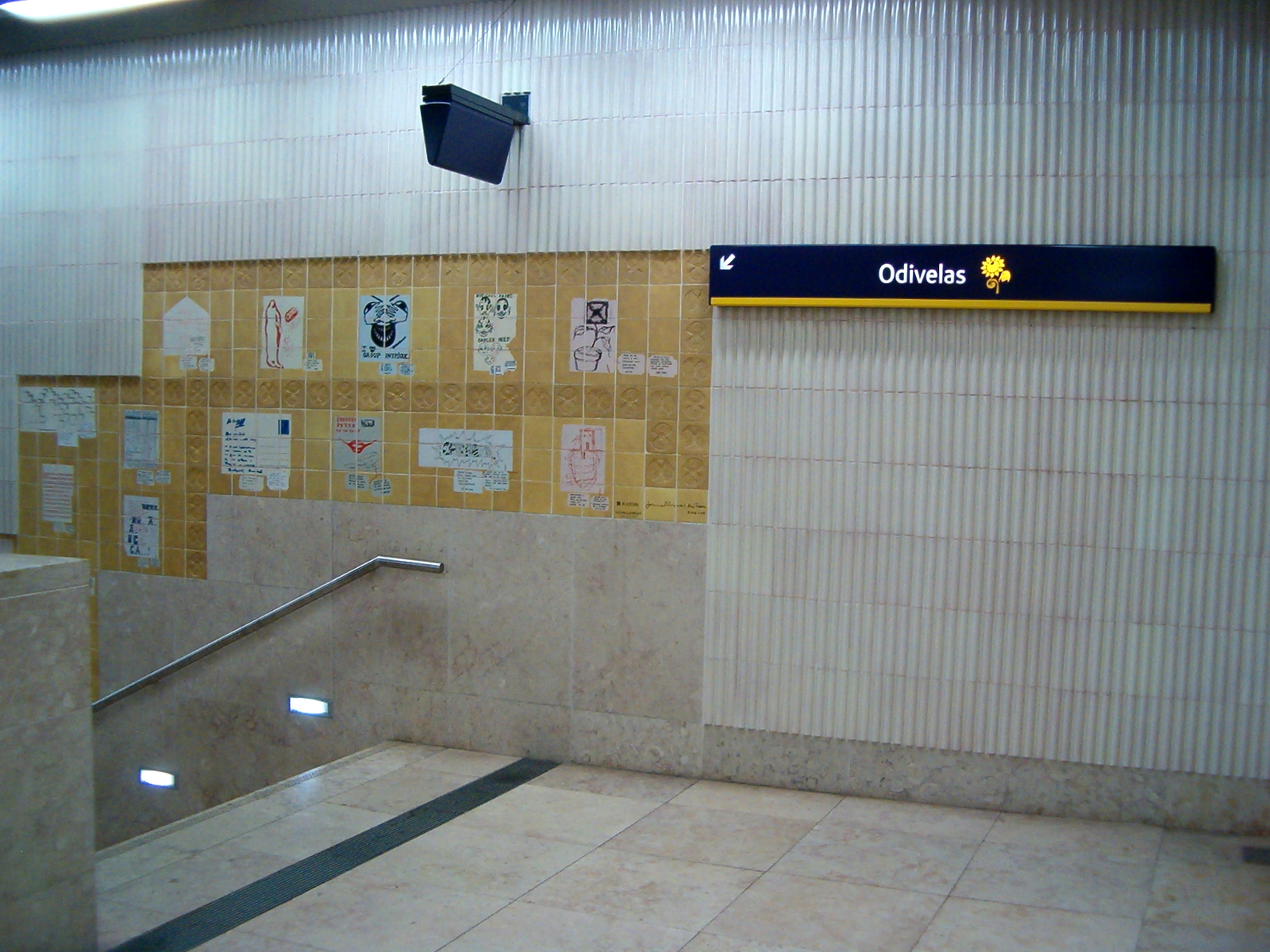
Спуск на платформу в сторону Одивелаша.
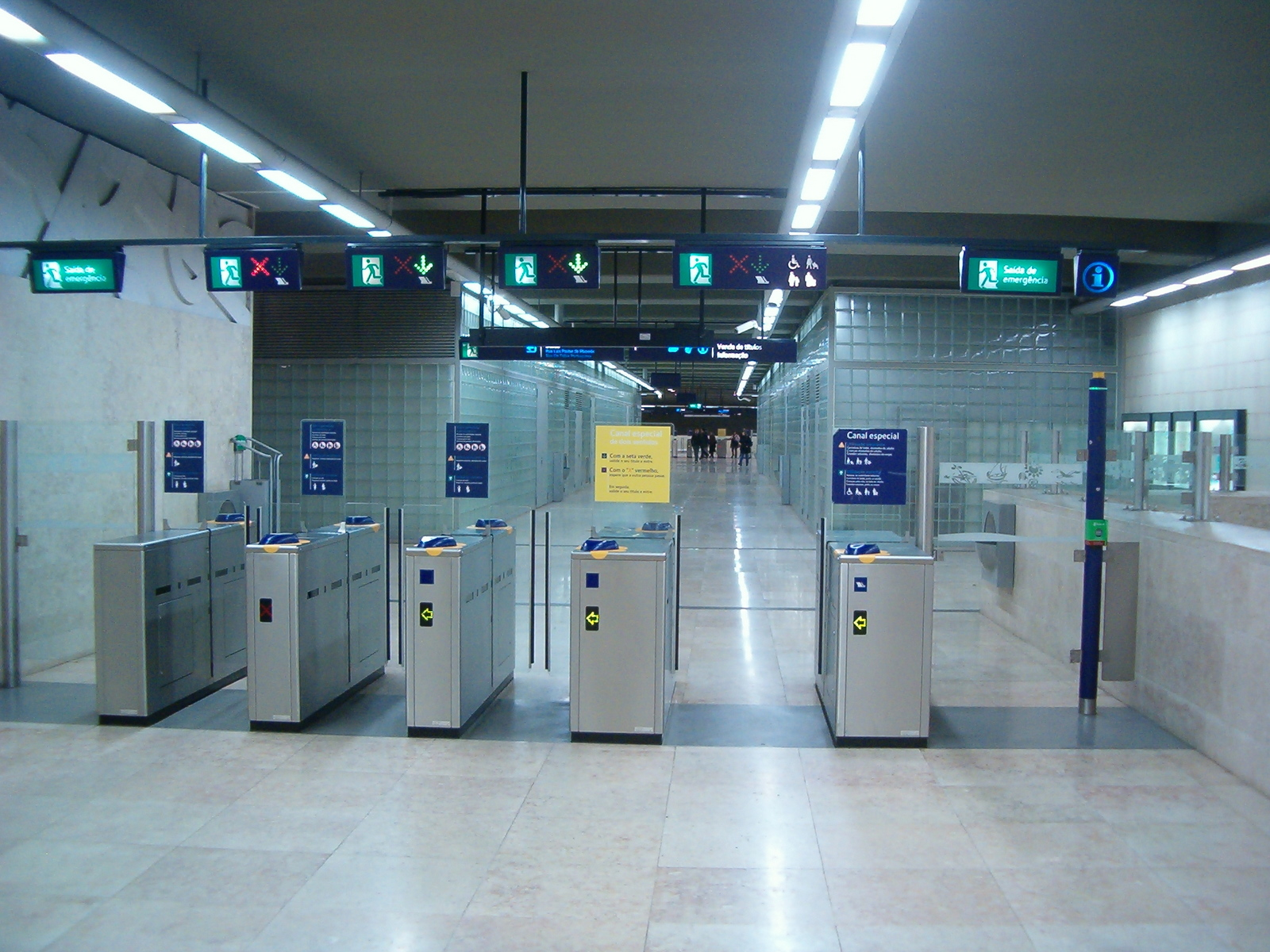
Пропускные турникеты
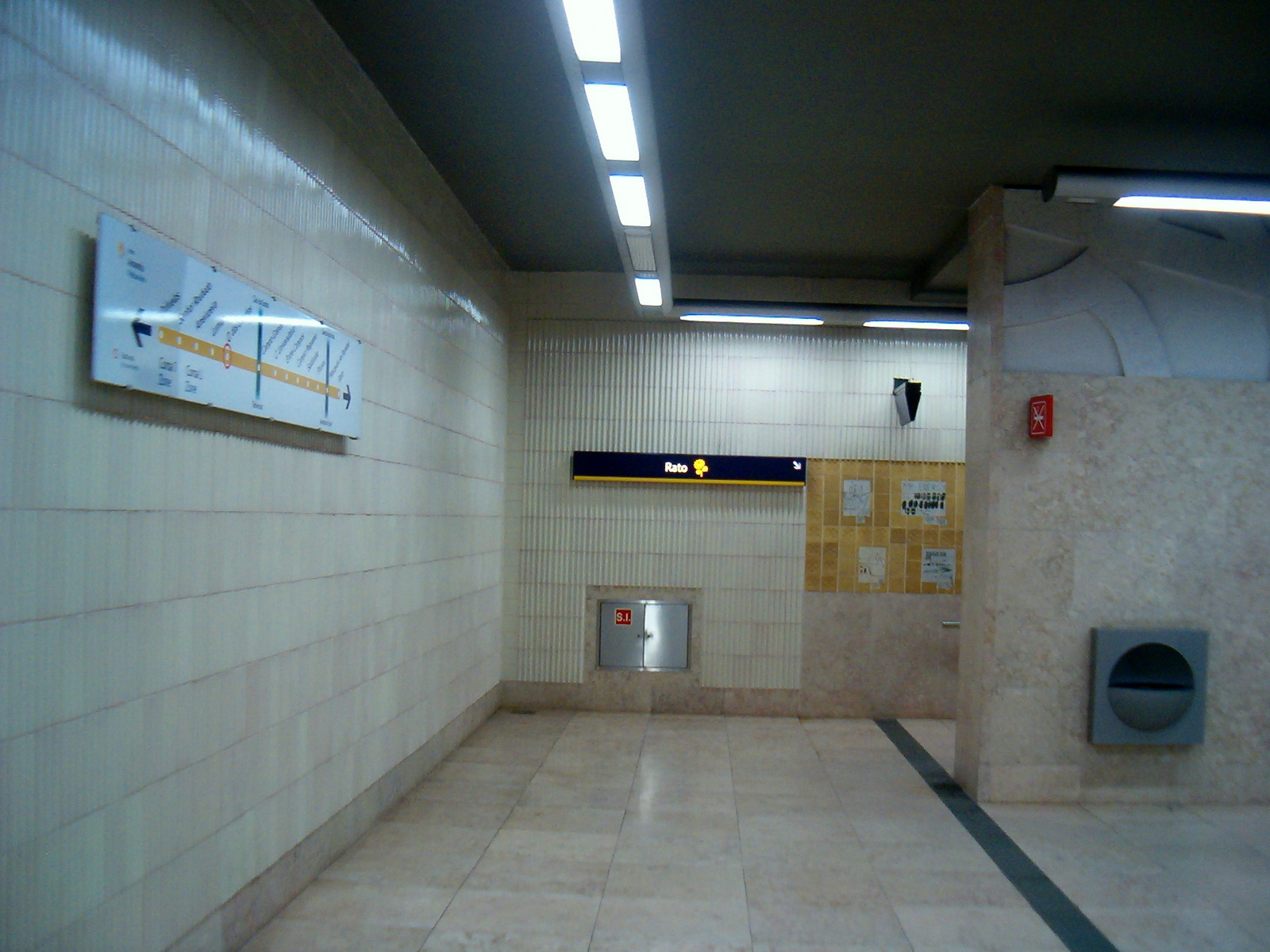
Декорация в всетибюле
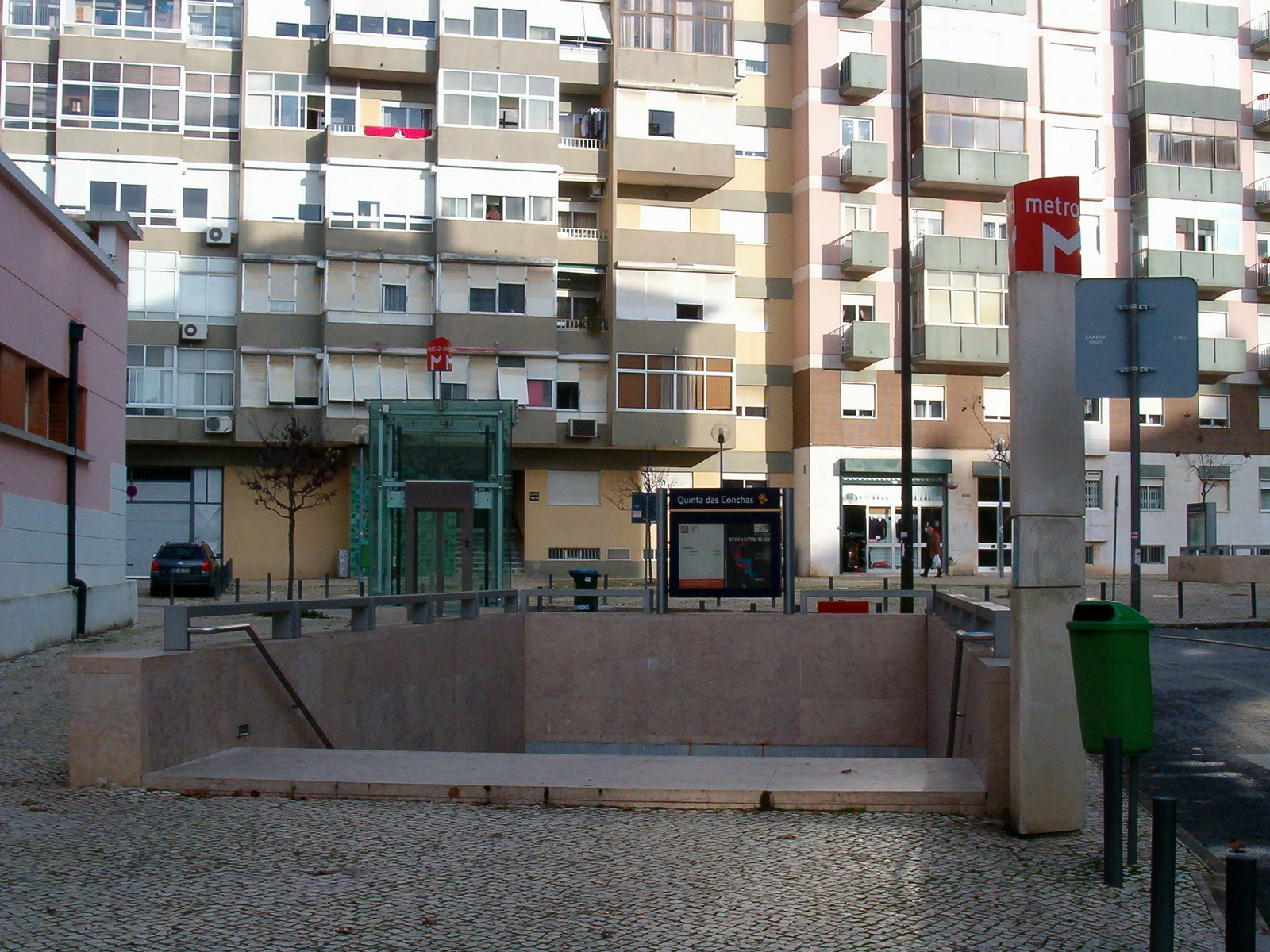
Вход на станцию
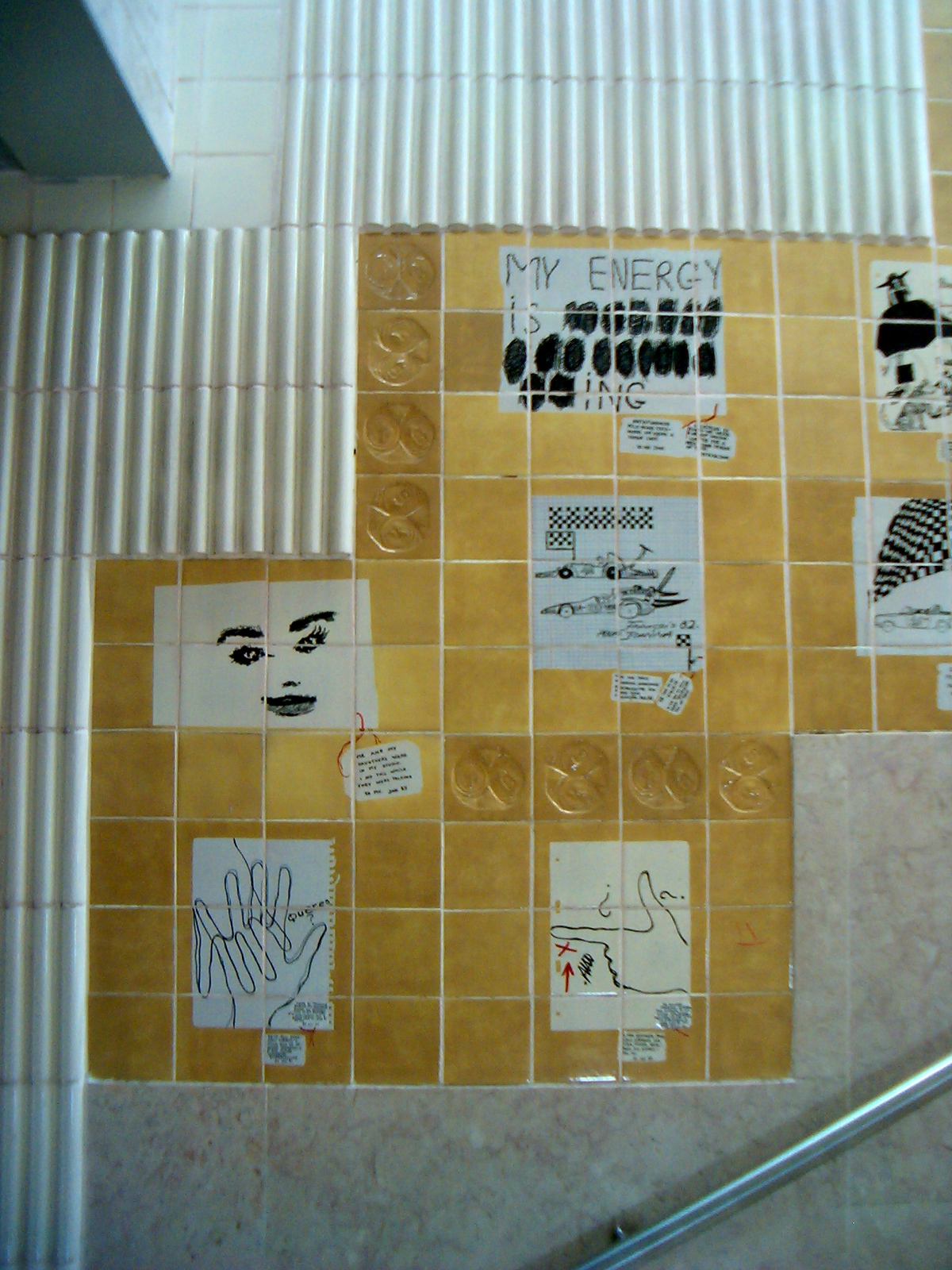
«Писанина и каракули»